# Срђан Мијаиловић
Срђан Мијаиловић (Пожега, 10. новембар 1993) је српски фудбалер, који игра на позицији задњег везног и централног везног играча.

## Клупска каријера
Мијаиловић је прошао омладинску школу Црвене звезде а за први тим "црвено-белих" дебитовао је са 17 година у сезони 2010/11. код тренера Роберта Просинечког. У пролеће 2011. уписао је 13 мечева, у такмичарској 2011/12. се 21 пут нашао у тиму у Суперлиги. Статус у последњој сезони у клубу му се погоршао, падање у други план био је и једна од разлога да оде на непопуларан начин – захтевом за раскид уговора. Није Црвена звезда остала без евра надокнаде, међутим, припало јој је далеко мање него што се очекивало.
Турски Кајзери је платио једино што је био дужан по слову прописа ФИФА и УЕФА о уложеном у развој играча и броју мечева у репрезентативним селекцијама. Разлог за Мијаиловићево незадовољство била је скромна минутажа у пролећном делу првенства 2012/13, посебно од доласка Рикарда Са Пинта на клупу. Нашао се свега три пута међу стартерима, два пута кад је већ све у шампионској трци било решено после Звездиног пораза од Партизана у Хумској. Током периода у првом тиму Црвене звезде Мијаиловић је играо углавном као задњи везни, али било је и периода кад је покривао штоперску позицију.
За Кајзери је играо три и по сезоне и за то време одиграо 78 лигашких утакмица и постигао један гол. У зиму 2017. прешао је у руски Крила Совјетов. Са њима је у пролећном делу руског шампионата (сез. 2016/17), од доласка у клуб углавном био на терену. Уписао је 13 утакмица (стартер 11 пута), на позицији задњег везног. Од 31. маја 2020. је постао слободан играч, пошто му је истекао уговор са екипом Крила Совјетова.
Крајем октобра 2020. године је потписао уговор са Чукаричким. У матичну Црвену звезду вратио се на крају летњег прелазног рока 2022. године. У наредне две сезоне са клубом је освојио две дупле круне. Напустио је Црвену звезду 6. августа 2024. године када је прешао у Ал Васл из Уједињених Арапских Емирата.

## Репрезентација
Мијаиловић је постао сениорски репрезентативац Србије 2012. године. За репрезентацију Србије дебитовао је 31. маја 2012. године у пријатељском сусрету против Француске (0:2) у Ремсу. Тадашњи селектор Синиша Михајловић га је те 2012. године позивао и дао му шансу да стартује на два меча у квалификацијама за Мондијал у Бразилу, против Шкотске на Острву и Белгије у Београду.
Након 11 и по година поново се нашао на списку сениорске репрезентације у марту 2024. код селектора Драгана Стојковића. Нашао се и на коначном списку играча за Европско првенство 2024. у Немачкој. Наступио је на једној утакмици ЕП, 25. јуна 2024. у ремију (0:0) са Данском.

## Трофеји
Црвена звезда
- Суперлига Србије (3): 2022/23,[16] 2023/24.[17]
- Куп Србије (3): 2011/12, 2022/23, [18] 2023/24.[19]